# Черепаха Шпенглера
Черепаха Шпенглера (Geoemyda spengleri) — вид черепах з роду Азійська прісноводна черепаха родини Азійські прісноводні черепахи. Отримала назву на честь данського зоолога Лоренца Шпенглера. Інша назва «чорноголова черепаха».

## Опис
Загальна довжина карапаксу досягає 13—15 см. Статевий диморфізм виражений слабенько — у самців трохи увігнутий пластрон, довгий товстий хвіст, клоака знаходиться на відстані від анальних щитків, райдужка очей біла, молочно-блакитна або світло-сіра; у самиць хвости більш короткі, клоака розташована відразу за анальними щитками пластрона, очі жовті, помаранчеві або червоні.
Голова коротка, морда округла, очі великі. Шкіра голови гладенька. На підборідді є 1—2 пари невеликих «бородавок». Верхня щелепа вузька, з «гачком» по середині. Панцир трохи подовжено, дещо ширше в останній третині, з досить пласкою вершиною. Карапакс з 3 гребенями і з сильно зазубленим заднім краєм, складається з 12 щитків. Кожен крайовий щиток крапаксу має гострий виступ, обрамлений темною лінією: 1—3 й 8—12 крайові щитки спрямовані назовні. Поверхня карапаксу груба через кілець росту, що з'являються з віком. Пластрон розтягнуто у ширину, нагадує за формою клин або ромб. Черевні щитки слабко зазубрені в області 1,5 та 6 щитків, мають абсолютно гладеньку поверхню. Пахвові та пахові щитки зазвичай відсутні. На передніх лапах присутньо 5, на задніх — 4 вельми рухомих пальців, на стегнах й підставі хвоста є невеликі шипики. Пальці з невеликими перетинками.
Голова коричневого кольору з жовтою смугою, яка починається за оком і йде до шиї. Загальний фон рудувато—коричневий або сірувато—коричневий з переходом до більш темних тонів, часто темний пігмент простягається уздовж кілів, однак з віком він може зникати. Пластрон темно—коричневий, чорний з широкими чіткими жовтими смугами по краю. Перетинка між пластроном й карапаксом коричнева або чорна. Лапи й хвіст від сірувато—коричневого до оливкового забарвлення.

## Спосіб життя
Полюбляє струмки з прозорою водою, більшу частину часу проводить на березі, лісову підстилку (трави, мохи, листовий опад) поблизу дрібних стоячих водойм. Ховається біля коренів дерев або упалих стовбурів, не рідко риє нори або заривається у лісову підстилку, під дерен. Вона вкрай потайлива, більшу частину доби проводить у хованках. Виходить тільки вночі, на кілька годин.
Їжею є дощові хробаки, цвіркуни, новонароджені миші, риба, салат, капуста, груші, банани, опале листя. У неволі з рослинної їжі віддає перевагу пасльоновим, тваринної їжі тяжіє до дощових хробаків, равликів, слимаків, комах, павуків, морепродуктів, нежирної океанічної риби, яловичини, курятини.
В період парування— з квітня до травня — самці влаштовують ритуальні турніри за право володіння вподобаною самицею, решту часу мало агресивна по відношенню одна до одної. Через 38—45 днів після парування самиця відкладає 1—2 овальних яйця розміром 39—45х18—18,5 мм, вкритих вапняною шкаралупою. Інкубаційний період триває 66—73 дні при температурі 25-30 °C. Довжина панцира новонароджених черепашок складає у середньому 42,2 мм, вага близько 9 г.

## Утримування у неволі
У неволі містять таких черепах в тераріумах горизонтального типу не менше 50х50х30 см для пари з підвищеним рівнем вологості повітря. На дно тераріуму насипається ґрунт — кокосовий субстрат, суміш торфу, моху, подрібненої соснової кори; формується ландшафт з невеликими ярами й схилами, при цьому суша повинна займати 60-70 %. Як водоймище використовують пласкі просторі піддони. У тераріумі варто встановити кілька укриттів з штучних або природних матеріалів — тоді у черепах відпаде необхідність у риття нір, так само не зайвим буде висадити кілька декоративнолистних рослин, стійких до високої вологості повітря. Наземні укриття найкраще робити з пластів кори. Температура повітря вдень 25-28 °C, вночі 21-25 °C, води 24-26 °C та 21-25 °C відповідно. Зниження температури може стимулювати статеву поведінку. Корисно обладнати тераріум рослинами тропічних регіонів з жорсткими листям та стеблами. Обов'язкова гарна вентиляція. Черепахи дуже чуйні до рясного обприскування прохолодною водою. У тераріумі краще встановити 2 водоймища — тепле та і холодне.
Випадки розмноження в неволі дуже рідкісні і носять випадковий характер.

## Розповсюдження
Мешкає у провінціях Квансей, Квантун, на о. Хайнань (Китай), В'єтнамі, Лаосі, островах Суматра, Калімантан (Індонезія), островах Окінава й Кумі (Японія).